# Plana, Kolašin
Plana este un sat din comuna Kolašin, Muntenegru. Conform datelor de la recensământul din 2003, localitatea are 123 de locuitori (la recensământul din 1991 erau 130 de locuitori).

## Demografie
În satul Plana locuiesc 96 de persoane adulte, iar vârsta medie a populației este de 37,4 de ani (34,1 la bărbați și 40,9 la femei). În localitate sunt 36 de gospodării, iar numărul mediu de membri în gospodărie este de 3,42.
|  |

| Demografie | Demografie | Demografie |
| An         | Locuitori  | Locuitori  |
| ---------- | ---------- | ---------- |
|            |            |            |
|            |            |            |
|            |            |            |
|            |            |            |
| 1948       | 162        |            |
| 1953       | 156        |            |
| 1961       | 118        |            |
| 1971       | 125        |            |
| 1981       | 123        |            |
| 1991       | 130        | 130        |
| 2003       | 123        | 123        |

| \| Componența etnică conform recensământului din 2003[2] \| Componența etnică conform recensământului din 2003[2] \| Componența etnică conform recensământului din 2003[2] \| Componența etnică conform recensământului din 2003[2] \| Componența etnică conform recensământului din 2003[2] \| \| ----------------------------------------------------- \| ----------------------------------------------------- \| ----------------------------------------------------- \| ----------------------------------------------------- \| ----------------------------------------------------- \| \| \| \| \| \| \| \| Muntenegreni \| Muntenegreni \| \| 91 \| 73,98% \| \| Sârbi \| Sârbi \| \| 31 \| 25,2% \| \| Iugoslavi \| Iugoslavi \| \| 1 \| 0,81% \| \| necunoscută \| necunoscută \| \| 0 \| 0% \| |              |  |    |        |
| Componența etnică conform recensământului din 2003 |              |  |    |        |
| |              |  |    |        |
| Muntenegreni | Muntenegreni |  | 91 | 73,98% |
| Sârbi | Sârbi        |  | 31 | 25,2%  |
| Iugoslavi | Iugoslavi    |  | 1  | 0,81%  |
| necunoscută | necunoscută  |  | 0  | 0%     |